# Freeway 16 (Iran)

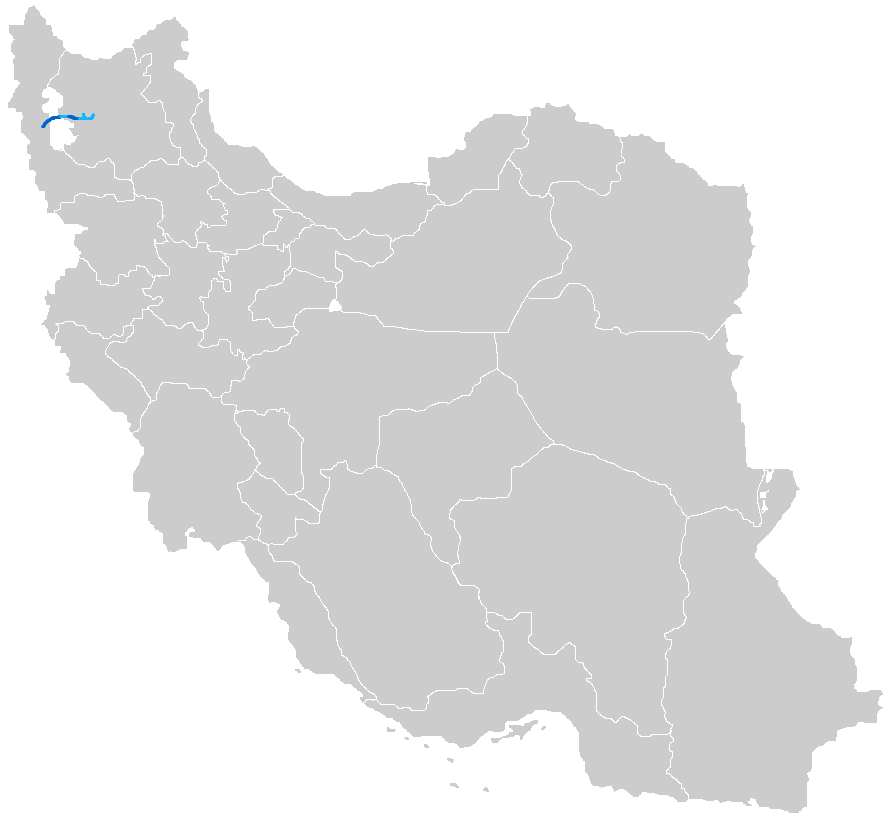

De Freeway 16 (Farsi:  16 آزادراه) of Tabriz–Urmia Freeway (Farsi: آزادراه تبریز-ارومیه) is een deels in aanleg zijnde autosnelweg in Iran. De snelweg is 118 kilometer lang en verbindt Tabriz met Urmia. Het voorlopig laatste deel van de autosnelweg werd geopend in 2023.
Freeway 1 ·
Freeway 2 ·
Freeway 3 ·
Freeway 5 ·
Freeway 6 ·
Freeway 7 ·
Freeway 9 ·
Freeway 16 ·
Freeway 51